# Henry Hosford Gurley
Henry Hosford Gurley (* 20. Mai 1788 in Lebanon, New London County, Connecticut; † 16. März 1833 in Baton Rouge, Louisiana) war ein US-amerikanischer Politiker. Zwischen 1823 und 1831 vertrat er den Bundesstaat Louisiana im US-Repräsentantenhaus.

## Werdegang
Nach der Grundschule besuchte Henry Gurley zwischen 1805 und 1808 das Williams College in Williamstown (Massachusetts). Nach einem anschließenden Jurastudium und seiner Zulassung als Rechtsanwalt begann er in Baton Rouge in seinem neuen Beruf zu arbeiten. Gleichzeitig begann er Anfang der 1820er Jahre eine politische Laufbahn. Er stand in Opposition zum späteren Präsidenten Andrew Jackson und war ein Anhänger von Präsident John Quincy Adams und Henry Clay. Daher wurde er Mitglied der National Republican Party, aus der 1835 die Whig Party entstand.
Bei den Kongresswahlen des Jahres 1822 wurde Gurley im damals neugeschaffenen zweiten Wahlbezirk von Louisiana in das US-Repräsentantenhaus in Washington, D.C. gewählt, wo er am 4. März 1823 sein neues Mandat antrat. Nach drei Wiederwahlen konnte er bis zum 3. März 1831 vier zusammenhängende Legislaturperioden im Kongress absolvieren. Von 1829 bis 1831 war er Vorsitzender des Ausschusses, der sich mit privaten Landansprüchen befasste. Während seiner Zeit im US-Repräsentantenhaus kam es zu heftigen Diskussionen zwischen den Anhängern seiner Fraktion und denen von Andrew Jackson. Nach dessen Amtsantritt als 7. US-Präsident wurde innerhalb und außerhalb des Kongresses über dessen Politik diskutiert. Dabei ging es um die umstrittene Durchsetzung des Indian Removal Act, den Konflikt mit dem Staat South Carolina, der in der Nullifikationskrise gipfelte, und die Bankenpolitik des Präsidenten.
Nach dem Ende seiner Zeit im US-Repräsentantenhaus war Henry Gurley bis zu seinem Tod am 16. März 1833 als Richter im Baton-Rouge-Bezirk tätig.

## Familie
Gurley heiratete am 1. Juli 1810 Lucy Goodwin aus Boston, Massachusetts. Sie starb im Januar 1830. Das Paar hatte acht Kinder – vier Mädchen und vier Jungen. Gurleys Bruder, John Ward Gurley, diente 1803 als Generalstaatsanwalt des Territory of Orleans.